# Barbaragasse
Die Barbaragasse befindet sich im 1. Wiener Gemeindebezirk Innere Stadt. Sie wurde 1862 nach der nahegelegenen Barbarakirche benannt.

## Geschichte
Die Gegend der heutigen Barbaragasse war Teil des 1368 erstmals erwähnten Friedhofs des Dominikanerklosters, des sogenannten Predigerfreithofes. Später befand sich das Gebiet im Besitz des Jesuitenordens, wobei eine Gasse zwischen der nördlich gelegenen Barbarakapelle und der südlich gelegenen Landschaftsschule entstand, die schon 1701 Barbaragässel genannt wurde. 1862 erfolgte die offizielle Benennung in Barbaragasse.

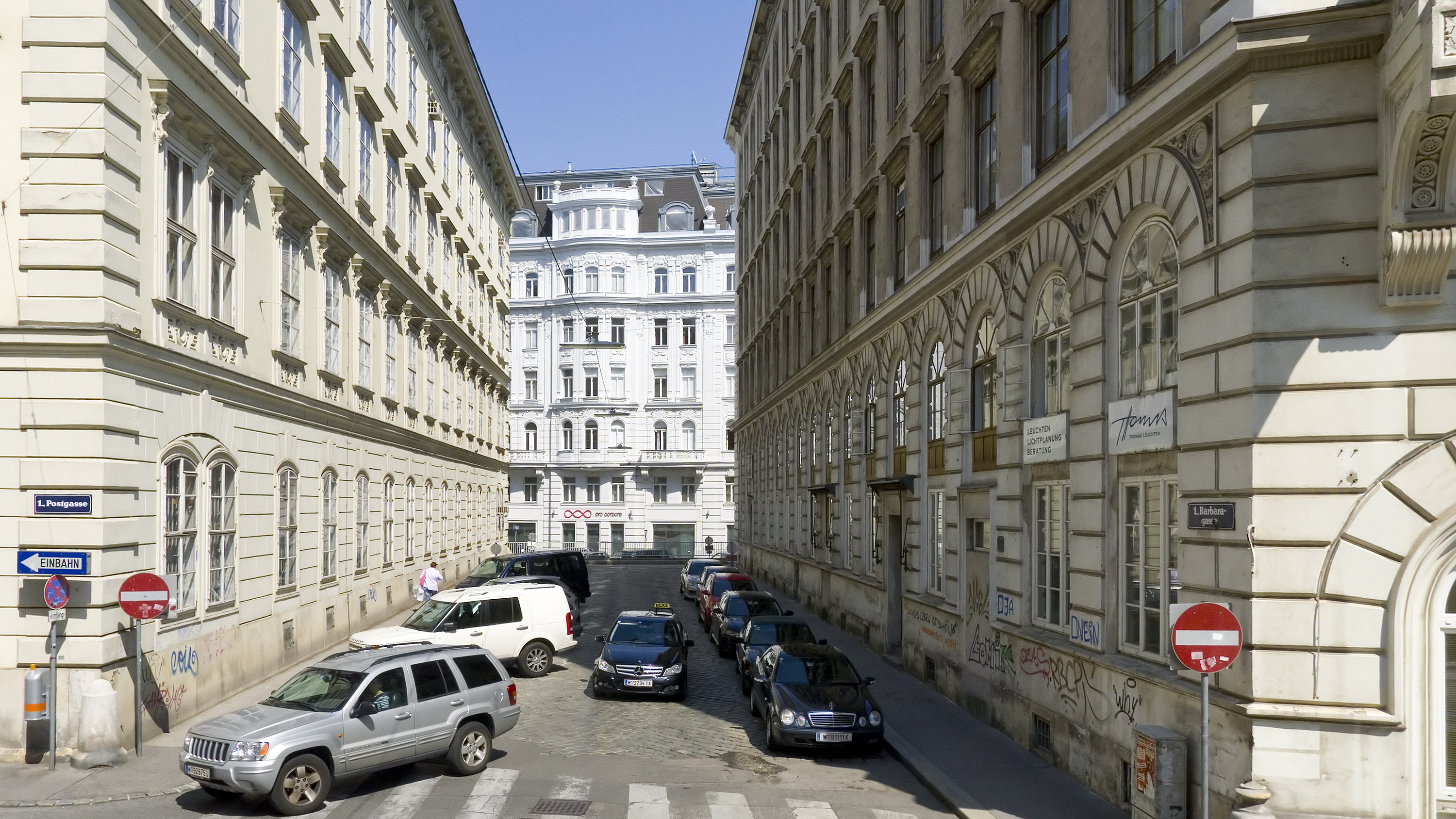
Barbaragasse nach Osten

## Lage und Charakteristik
Die Barbaragasse führt von der Postgasse in östlicher Richtung bis zur Dominikanerbastei. Sie wird in umgekehrter Richtung als Einbahnstraße geführt, wobei eine Seitenfahrbahn der Dominikanerbastei als Rampe auf die auf der Höhe der Bastei liegende Barbaragasse hinaufführt. Es verkehren dort keine öffentlichen Verkehrsmittel.
Die Verbauung der kurzen Gasse ist einheitlich frühhistoristisch. Da es sich bei den Gebäuden jeweils um Seitenfronten handelt und dort keine Geschäfte oder Lokale zu finden sind, besitzt die Barbaragasse den Charakter einer ruhigen und unbedeutenden Seitengasse, in der auch wenige Fußgänger unterwegs sind.

## Gebäude

### Nr. 1 Hauptpost

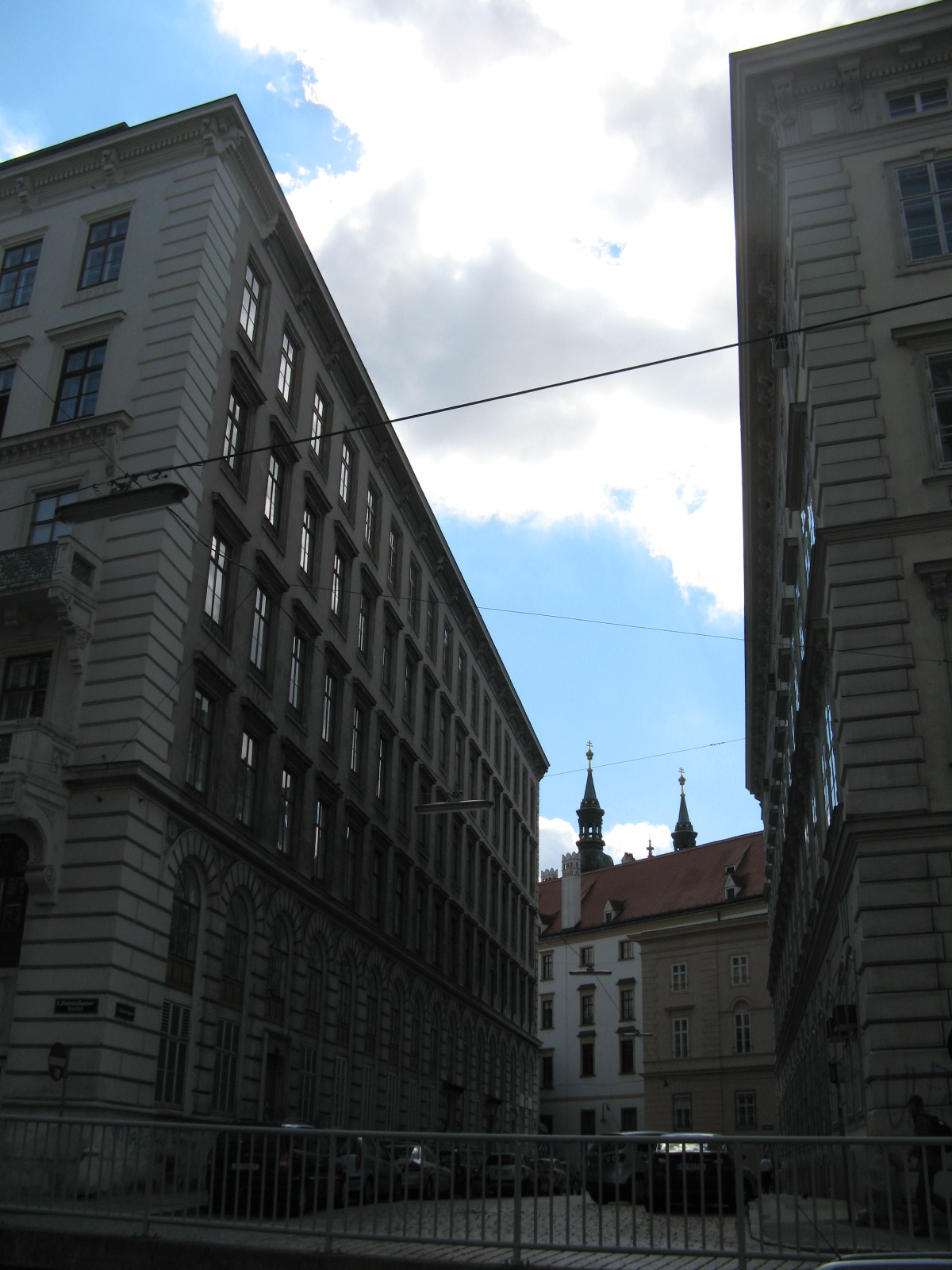
Barbaragasse nach Westen

Seit 1423 befand sich an dieser Stelle eine Burse, die 1470 Burse zur roten Rose und seit 1507 Rosenburse genannt wurde (die Universität befand sich in unmittelbarer Nähe). 1623 ging sie in den Besitz der Jesuiten über, die dort 1654 eine Barbarakapelle einrichteten. Nach der Aufhebung des Ordens übergab Maria Theresia 1775 die Kirche und das anschließende Gebäude der griechisch-katholischen Kirche. Das Barbareum genannte Seminar sollte der Ausbildung der griechisch-katholischen Geistlichkeit im Habsburgerreich dienen. Schon 1784 wurde das Seminar wieder aufgehoben und eine Pfarre errichtet. 1849–1854 wurde das nördlich der Kirche gelegene und 1767–1773 erbaute Hauptmautgebäude mit der Kirche und dem Barbarastift von Paul Wilhelm Eduard Sprenger zu einem großen zusammenhängenden Baukomplex der Hauptpost zusammengefasst. Dabei blieben die ursprünglichen Bauten bis ins 2. Obergeschoß weitgehend erhalten, Sprenger vereinheitlichte die Fassaden aber im frühhistoristischen Stil. Auch die ehemals barocke Kirche wurde umgestaltet und ein griechisch-katholisches Zentralseminar eingerichtet.
Das Gebäude liegt an der Hauptadresse Postgasse 8–10.

### Nr. 2, 4 Ehemaliges Druck- und Verlagshaus Gerold
1623 erbauten die Jesuiten an dieser Stelle die adelige Landschaftsschule, an deren Stelle nach Aufhebung des Ordens 1773 Privathäuser entstanden. Die Druck- und Verlagsanstalt Gerold befand sich bis 1810 an diesem Ort. 1852 schufen Eduard van der Nüll und August Sicard von Sicardsburg das heutige frühhistoristische Eckhaus zwischen Dominikanerbastei, Barbaragasse und Postgasse. 1867 wohnte hier Johannes Brahms. Das Gebäude liegt an der Hauptadresse Postgasse 6.